# Календарные обычаи и обряды в странах зарубежной Европы
«Календарные обычаи и обряды в странах зарубежной Европы» — серия монографий из четырёх выпусков, охватывающая весь годовой цикл. Посвящена описанию и разбору традиционных народных обрядов, праздников, которые проводились до второй половины XX века в странах зарубежной Европы. В каждом выпуске показывается история возникновения и формирования обрядности, её социальная сущность, выявляются конкретные черты для каждого народа и общие для всего населения Европы или религиозных групп.
Серия была подготовлена авторским коллективом Института этнографии имени Н. Н. Миклухо-Маклая Академии наук СССР и вышла в издательстве «Наука» (Москва) в 1973, 1977, 1978, 1983 годах.
Логическим продолжением этого издания стали коллективные монографии «Календарные обычаи и обряды народов Восточной Азии» (1985, 1989) и «Календарные обычаи и обряды народов Юго-Восточной Азии» (1993).

## Редакционная коллегия
- С. А. Токарев (отв. редактор)
- И. Н. Гроздова
- Ю. В. Иванова
- С. Я. Серов

## Выпуски серии
- Календарные обычаи и обряды в странах зарубежной Европы: Зимние праздники / Институт этнографии им. Н. Н. Миклухо-Маклая АН СССР. — М.: Наука, 1973. — 352 с. — 10 000 экз.
- Календарные обычаи и обряды в странах зарубежной Европы: Весенние праздники / Институт этнографии им. Н. Н. Миклухо-Маклая АН СССР. — М.: Наука, 1977. — 360 с. — 27 500 экз.
- Календарные обычаи и обряды в странах зарубежной Европы: Летне-осенние праздники / Институт этнографии им. Н. Н. Миклухо-Маклая АН СССР. — М.: Наука, 1978. — 296 с. — 26 800 экз.
- Календарные обычаи и обряды в странах зарубежной Европы: Исторические корни и развитие обычаев / Институт этнографии им. Н. Н. Миклухо-Маклая АН СССР. — М.: Наука, 1983. — 224 с. — 46 000 экз.